# Chozas de Abajo

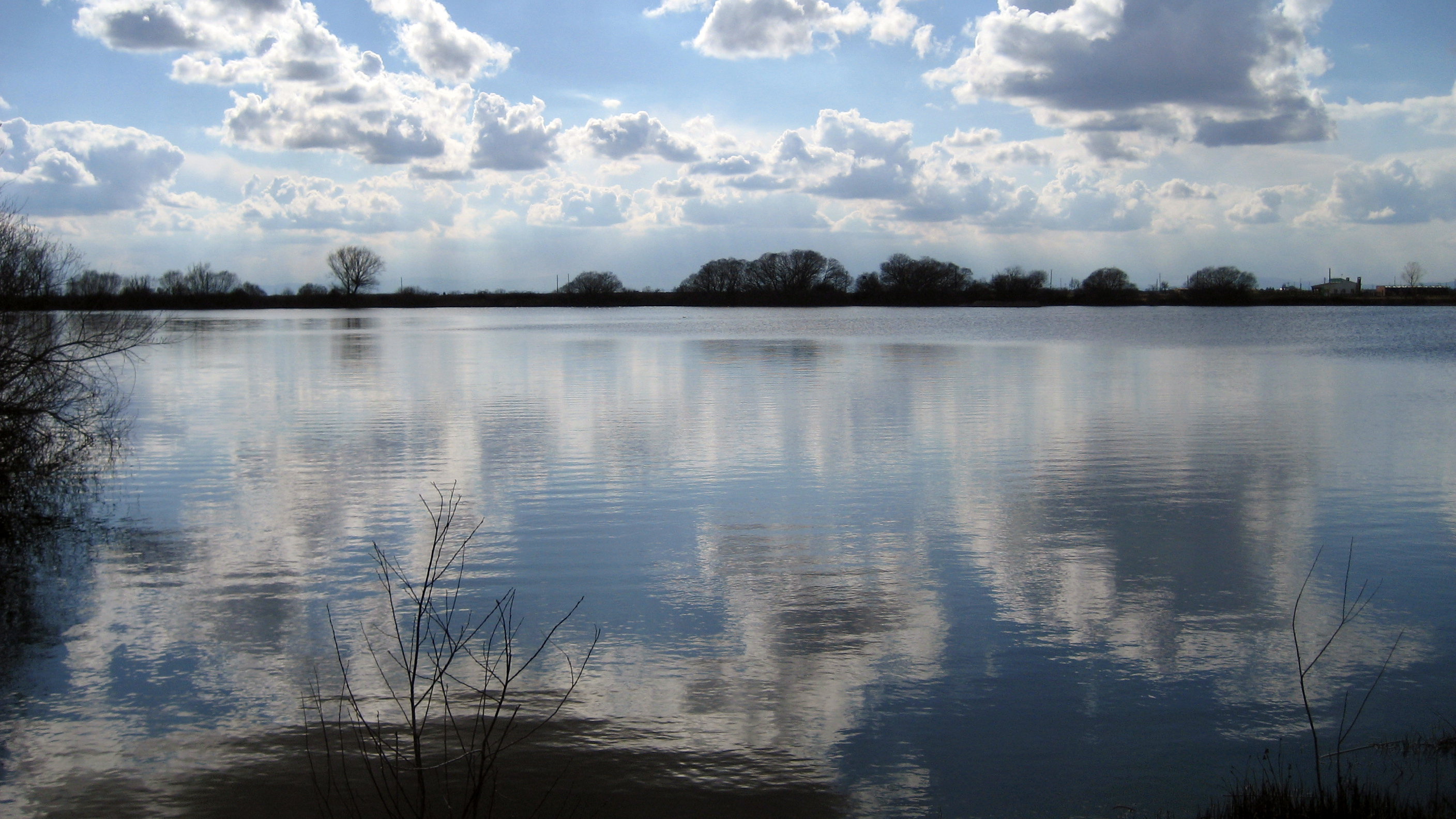
Laguna de Chozas de Arriba

Chozas de Abajo is een gemeente in de Spaanse provincie León in de regio Castilië en León met een oppervlakte van 100,38 km². Chozas de Abajo telt 2.528 inwoners (1 januari 2016).